# Энергетика Омской области
Энергетика Омской области — сектор экономики региона, обеспечивающий производство, транспортировку и сбыт электрической и тепловой энергии. По состоянию на конец 2018 года, на территории Омской области эксплуатировались 6 тепловых электростанций (единичной мощностью более 5 МВт), общей мощностью 1601,2 МВт, подключённых к единой энергосистеме России. В 2018 году они произвели 6625,5 млн кВт·ч электроэнергии.

## История
Первая электростанция на территории современной Омской области заработала в 1898 году, она располагалась в железнодорожных мастерских Омска и имела мощность 625 кВт. К 1910 году в Омске имелось уже более десятка небольших электростанций различных собственников, которые использовались ими для своих нужд — в частности, электростанции пивоваренного и винно-дрожжевого заводов, городского театра, крупных магазинов и т. п. В 1913 году было принято решение и начаты подготовительные работы по строительству первой электростанции общего пользования. Вследствие сложной социально-экономической ситуацией, связанной с началом Первой мировой войны, а затем и Гражданской войны, пуск Центральной электрической станции (ЦЭС) Омска мощностью 420 кВт состоялся только 1 апреля 1921 года. В 1924 году на станции установили второй турбоагрегат мощностью 700 кВт, в 1928 году мощность ЦЭС возросла до 3700 кВт, в 1929 году — до 6700 кВт
В 1932 году ЦЭС стала вырабатывать не только электроэнергию, но и тепло, снабжая им потребителей, находящихся в непосредственной близости от станции, и была переименована в городскую коммунальную ТЭЦ (ГК-ТЭЦ). В 1933 году после монтажа нового турбоагрегата мощностью 10 МВт и двух паровых котлов мощность ГК-ТЭЦ достигла 16 МВт. Несмотря на постоянный рост мощностей первой электростанции Омска, быстро развивающейся промышленности города требовалось больше электроэнергии, в связи с чем в 1934 году было принято решение о начале строительства в Омске второй электростанции, при Омском паровозно-ремонтном заводе (ТЭЦ-ПВРЗ). Её начали возводить в 1937 году, первую очередь станции (в настоящее время известной как Омская ТЭЦ-2) мощностью 4 МВт ввели в эксплуатацию 14 марта 1941 года. За пределами Омска электрификация была развита слабо — в сельских районах в 1937 году действовали 37 мелких электростанций общей мощностью всего в 1140 кВт.
После начала Великой Отечественной войны ГК-ТЭЦ и ТЭЦ-ПВРЗ были переданы Наркомату электростанций и переименованы в ТЭЦ-1 и ТЭЦ-2 соответственно, на их базе был создан Омский энергокомбинат. В ноябре 1941 года на ТЭЦ-2 ввели в работу второй турбоагрегат мощностью 12 МВт. В 1943 году мощность ТЭЦ-1 достигла 21 МВт, а мощность ТЭЦ-2 увеличилась до 41 МВт. В том же году Омский энергокомбинат был преобразован в Омское районное управление энергохозяйства — РЭУ «Омскэнерго».
В 1952 году было начато строительство Омской ТЭЦ-3, и уже в ноябре 1954 года новая станция начала вырабатывать электроэнергию. Омская ТЭЦ-3 строилась в две очереди, после завершения строительства в 1964 году она стала крупнейшей электростанцией региона, достигнув мощности 452 МВт. В октябре 1961 года начинается возведение Омской ТЭЦ-4, введённой в эксплуатацию в 1965 году. Эта станция также возводилась поэтапно, последний турбоагрегат был пущен в 1982 году, после чего ТЭЦ-4 достигла проектной мощности 715 МВт.
В 1975 году начинаются подготовительные работы по сооружению Омской ТЭЦ-5. В 1976 году новая станция начала вырабатывать тепло, а в 1980 году — и электроэнергию. В 1989 году строительство Омской ТЭЦ-5 было завершено, станция достигла проектной мощности 735 МВт, став крупнейшей электростанцией региона. Рост мощностей электроэнергетики позволил вывести из эксплуатации устаревшие мощности — в 1986 году была остановлена Омская ТЭЦ-1 (бывшая ЦЭС), а Омская ТЭЦ-2 в 1990-х годах была переведена в режим котельной. В 1986 году было начато строительство Омской ТЭЦ-6, прекращённое в начале 1990-х годов и не возобновлённое.
В 2013 году на Омской ТЭЦ-3 была введена в эксплуатацию парогазовая установка мощностью 95,2 МВт, в 2016 году там же пущен турбоагрегат мощностью 120 МВт. В 2020 году запланирован ввод в эксплуатацию солнечной электростанции мощностью 30 МВт в Нововаршавском районе.

## Генерация электроэнергии
По состоянию на конец 2018 года, на территории Омской области эксплуатировались 9 тепловых электростанций (единичной мощностью более 5 МВт), общей мощностью 1601,2 МВт, подключённых к единой энергосистеме России — Омская ТЭЦ-3, Омская ТЭЦ-4, Омская ТЭЦ-5 и тепловые электростанции промышленных предприятий: ООО «Омсктехуглерод», АО «Омскшина», ООО «Теплогенерирующий комплекс».

### Омская ТЭЦ-3
Расположена в г. Омске, один из основных источников теплоснабжения города. Теплоэлектроцентраль смешанной конструкции (паротурбинная и парогазовая), в качестве топлива использует природный газ. Эксплуатируемые в настоящее время турбоагрегаты введены в эксплуатацию в 1958—2015 годах, при этом сама станция работает с 1954 года, являясь старейшей ныне действующей электростанцией региона. Установленная электрическая мощность станции — 445,2 МВт, тепловая мощность — 1006,24 Гкал/час. Выработка электроэнергии в 2017 году — 1662,1 млн кВт·ч. Оборудование станции включает в себя пять турбоагрегатов, четыре мощностью по 60 МВт и один мощностью 120 МВт, а также парогазовую установку, включающую в себя два газотурбинных агрегата мощностью 32,4 МВт и 31,9 МВт, а также паротурбинный агрегат мощностью 20,9 МВт. Также имеется 7 котлоагрегатов и 2 котла-утилизатора. Принадлежит АО «ТГК-11» (входит в группу «Интер РАО»).

### Омская ТЭЦ-4
Расположена в г. Омске, один из основных источников теплоснабжения города. Паротурбинная теплоэлектроцентраль, в качестве топлива использует каменный уголь. Эксплуатируемые в настоящее время турбоагрегаты введены в эксплуатацию в 1968—1978 годах, при этом сама станция работает с 1965 года. Установленная электрическая мощность станции — 385 МВт, тепловая мощность — 900 Гкал/час. Выработка электроэнергии в 2017 году — 1527,3 млн кВт·ч. Оборудование станции включает в себя четыре турбоагрегата, один мощностью 50 МВт, два — по 100 МВт и один — 135 МВт. Также имеется 6 котлоагрегатов. Принадлежит АО «ТГК-11».

### Омская ТЭЦ-5
Расположена в г. Омске, один из основных источников теплоснабжения города, крупнейшая электростанция Омской области. Паротурбинная теплоэлектроцентраль, в качестве топлива использует каменный уголь. Турбоагрегаты станции введены в эксплуатацию в 1980—1988 годах. Установленная электрическая мощность станции — 735 МВт, тепловая мощность — 1763 Гкал/час. Выработка электроэнергии в 2017 году — 3554,9 млн кВт·ч. Оборудование станции включает в себя пять турбоагрегатов: два мощностью по 100 МВт, два — по 175 МВт и один — 185 МВт. Также имеется 9 котлоагрегатов и 3 водогрейных котла. Принадлежит АО «ТГК-11».

### Электростанции промышленных предприятий
В Омской области эксплуатируется три электростанции промышленных предприятий (блок-станций), подключённых к ЕЭС России, общей мощностью 36 МВт:
- Электростанция ООО «Омсктехуглерод» — мощность 18 МВт, тепловая мощность 38,4 Гкал/ч. Паротурбинная теплоэлектроцентраль, оборудование включает в себя три турбоагрегата мощностью по 6 МВт. В качестве топлива использует технологический газ, получаемый в ходе производства технического углерода;
- Электростанция АО «Омскшина» — мощность 12 МВт. Паротурбинная электростанция, оборудование включает в себя два турбоагрегата мощностью по 6 МВт. В качестве топлива использует природный газ;
- Электростанция «Теплогенерирующий комплекс» — мощность 6 МВт, тепловая мощность 5,9 Гкал/ч. Газопоршневая теплоэлектроцентраль, оборудование включает в себя три газопоршневых агрегата мощностью по 2 МВт. В качестве топлива использует природный газ.

### Солнечные электростанции
Омская область является перспективной для освоения солнечной энергии — по солнечной активности (2200 часов в год) она находится на одном уровне с Ялтой (2250 часов) и опережает Сочи (2177 часов) и Кисловодск (2147 часов). Здесь построена Нововаршавская солнечная электростанция установленной мощностью 30 МВт, и строится еще одна СЭС такой же мощности. Также действует небольшая СЭС мощностью 1 МВт на территории Омского НПЗ.

## Потребление электроэнергии
Потребление электроэнергии в Омской области в 2018 году составило 11 015 млн кВт·ч, максимум нагрузки — 1791 МВт. Таким образом, Омская область является энергодефицитным регионом по электроэнергии и мощности, дефицит восполняется перетоками из смежных энергосистем Казахстана, Тюменской и Новосибирской областей. В структуре потребления электроэнергии в регионе по состоянию на 2018 год лидируют промышленность — 40,6 %, потребление населением — 15,7 %, транспорт и связь — 11,5 %. Крупнейшие потребители электроэнергии в регионе по состоянию на 2018 год: АО «Газпромнефть — ОНПЗ» — 1527 млн кВт·ч, ОАО «РЖД» — 1116 млн кВт·ч, ПАО «Омский каучук» — 305 млн кВт·ч. Функции гарантирующего поставщика электроэнергии выполняет ООО «Омская энергосбытовая компания».

## Электросетевой комплекс
Энергосистема Омской области входит в ЕЭС России, являясь частью Объединённой энергосистемы Сибири, находится в операционной зоне филиала АО «СО ЕЭС» — «Региональное диспетчерское управление энергосистемы Омской области» (Омское РДУ). Энергосистема региона связана с энергосистемами Казахстана по трём ВЛ 500 кВ, двум ВЛ 220 кВ и трём ВЛ 110 кВ, Новосибирской области по одной ВЛ 500 кВ, одной ВЛ 220 кВ и двум ВЛ 110 кВ, Тюменской области по одной ВЛ 500 кВ и трём ВЛ 110 кВ.
Общая протяженность линий электропередачи напряжением 0,4-500 кВ по состоянию на конец 2018 года составляет 50 437 км, в том числе линий электропередач напряжением 500 кВ — 845,5 км, 220 кВ — 827,1 км, 110 кВ — 5290,3 км, 0,4-35 кВ — 43474,1 км. Магистральные линии электропередачи напряжением 220—500 кВ эксплуатируются филиалом ПАО «ФСК ЕЭС» — «Западно-Сибирское предприятие магистральных электрических сетей», распределительные сети напряжением 110 кВ и ниже — филиалом ПАО «МРСК Сибири» — «Омскэнерго» (в основном) и АО «Омскэлектро».

## Теплоснабжение
Теплоснабжение в Омской области обеспечивают 3175 теплоисточников, в том числе 6 тепловых электростанций. Потребление тепловой энергии в 2018 году составило 23 854 тыс. Гкал, в том числе от ТЭЦ — около 8 800 тыс. Гкал.